# Eoasthena extranea
Eoasthena extranea là một loài bướm đêm trong họ Geometridae.